# 日本語文學系
日本語文學系，是指專門在研究日本語文及日本文化領域的相關學系。

## 中華民國
在台灣，有招收學士以上學位的日語相關系所之大專院校有：
| #  | 學校名稱         | 學院/學群    | 學系             | 教師               | 學位             | 設立時間 | 網址                                                       |
| 1  | 國立臺灣大學     | 文學院       | 日本語文學系     | 專任：13 兼任：22  | 學士、碩士       | 1994年   | https://japan.ntu.edu.tw/ （页面存档备份，存于）           |
| 2  | 國立政治大學     | 外國語文學院 | 日本語文學系     | 專任：11 兼任：16  | 學士、碩士       | 1998年   | https://japanese.nccu.edu.tw/ （页面存档备份，存于）       |
| 3  | 國立高雄科技大學 | 外語學院     | 應用日語系       | 專任：12 兼任：7   | 學士、碩士       | 2003年   | https://jp.nkust.edu.tw/ （页面存档备份，存于）            |
| 4  | 輔仁大學         | 外語學院     | 日本語文學系     | 專任：16 兼任：23  | 學士、碩士       | 1984年   | http://www.jp.fju.edu.tw/ （页面存档备份，存于）           |
| 5  | 東吳大學         | 外國語文學院 | 日本語文學系     | 專任：11 兼任：7   | 學士、碩士、博士 | 1981年   | http://www.scu.edu.tw/japanese/ （页面存档备份，存于）     |
| 6  | 中國文化大學     | 外語學院     | 日本語文學系     | 專任：13 兼任：4   | 學士、碩士       | 1963年   | https://japanese.pccu.edu.tw/ （页面存档备份，存于）       |
| 7  | 中華大學         | 外語學院     | 日本語文學系     | 專任：6 兼任：11   | 學士             | 2009年   | https://aj.chu.edu.tw/ （页面存档备份，存于）              |
| 8  | 靜宜大學         | 外語學院     | 日本語文學系     | 專任：18 兼任：25  | 學士             | 1999年   | https://japanese.pu.edu.tw/ （页面存档备份，存于）         |
| 9  | 長榮大學         | 人文社會學院 | 應用日語學系     | 專任：6 兼任：3    | 學士、碩士       | 2002年   | https://dweb.cjcu.edu.tw/japanese （页面存档备份，存于）   |
| 10 | 淡江大學         | 外語學院     | 日本語文學系     | 專任：8 兼任：1    | 學士、碩士       | 1985年   | http://www.tfjx.tku.edu.tw/main.php （页面存档备份，存于） |
| 11 | 銘傳大學         | 外語學院     | 日本語文學系     | 專任：12 兼任：3   | 學士、碩士       | 1996年   | https://daj.mcu.edu.tw/ （页面存档备份，存于）             |
| 12 | 文藻外語大學     | 歐亞語文學院 | 日本語文系       | 專任：26 兼任：30  | 學士             | 1990年   | https://c025.wzu.edu.tw/ （页面存档备份，存于）            |
| 13 | 國立臺中科技大學 | 語文學群     | 應用日語系       | 專任：20 兼任： 8  | 學士、碩士       | 2002年   | https://jl.nutc.edu.tw/ （页面存档备份，存于）             |
| 14 | 國立高雄餐旅大學 | 國際學院     | 應用日語系       | 專任： 6 兼任： 6  | 學士             | 2006年   | https://japan.nkuht.edu.tw/ （页面存档备份，存于）         |
| 15 | 世新大學         | 人文社會學院 | 日本語文學系     | 專任：7 兼任： 17  | 學士             | 2002年   | https://jp.wp.shu.edu.tw/ （页面存档备份，存于）           |
| 16 | 東海大學         | 文學院       | 日本語言文化學系 | 專任：16 兼任： 30 | 學士、碩士       | 1992年   | https://japan.thu.edu.tw/web/ （页面存档备份，存于）       |

## 日本
在日本，日語系稱為日本語学科（にほんごがっか），主要是以學術為目的。在日本，有招收學士以上學位的日語相關系所之大專院校有：
- 東京外国語大学
- 大阪大学
- 廣島大学
- 明海大学
- 大東文化大学
- 目白大学
- 名古屋外国語大学
- 京都外国語大学
- 姫路獨協大学